# Mercedes-Benz CLC
Mercedes-Benz CLC – samochód osobowy typu hatchback klasy kompaktowej produkowany przez niemiecki koncern Mercedes-Benz w latach 2008 - 2011. Ostatni kompaktowy model marki, który nie był pozycjonowany jako w pełni samodzielny model.

## Opis modelu

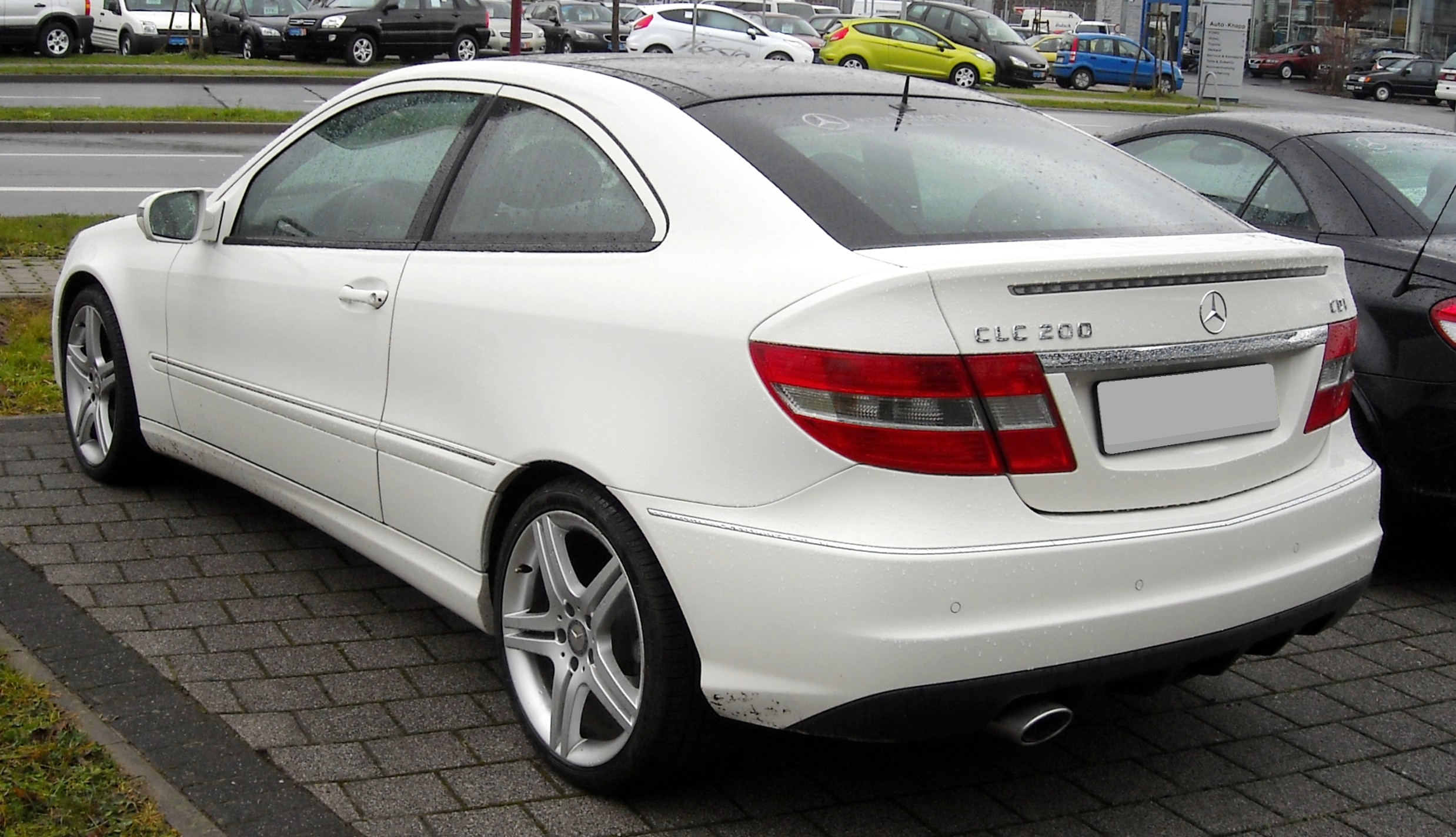
Tył CLC

Samochód zaprezentowano po raz pierwszy w 2008 roku jako nowy model w gamie, choć de facto była to tylko zmodernizowana klasa C SportCoupé przedstawiona w 2000 roku. Na tle poprzednika samochód zyskał nowy przód a la klasa C III generacji oraz inne tylne lampy. 
CLC występował w sześciu wersjach silnikowych o mocach od 122 do 272 KM. Każdy silnik występował tylko z 6-biegową skrzynią manualną, oprócz modeli z silnikami V6. Te opcjonalnie występowały z 5-biegową przekładnią automatyczną lub 7-przełożeniową skrzynię 7G-TRONIC, z funkcją ręcznej zmiany przełożeń łopatkami umieszczonymi na kierownicy.
Produkcja CLC zakończyła się już po 3 latach, w 2011 roku. Następca zadebiutował rok później, w 2012 roku. Był to już tradycyjny i autonomiczny model, trzecia generacja klasy A, odtąd kompaktowego hatchbacka.

### Dane techniczne
| Wersja                | Silnik:                          | Układ zasilania:   | Średnica × skok tłoka: | St. sprężania:     | Moc maksymalna:                    | Maks. moment obrotowy           | 0-100 km/h:        | V-max:             |
| Silniki benzynowe:    | Silniki benzynowe:               | Silniki benzynowe: | Silniki benzynowe:     | Silniki benzynowe: | Silniki benzynowe:                 | Silniki benzynowe:              | Silniki benzynowe: | Silniki benzynowe: |
| --------------------- | -------------------------------- | ------------------ | ---------------------- | ------------------ | ---------------------------------- | ------------------------------- | ------------------ | ------------------ |
| CLC160 BlueEFFICIENCY | R4 1,6 l (1597 cm³), DOHC, SC    | wtrysk EFi         | 82,00 mm × 75,60 mm    | 9,3:1              | 129 KM (95 kW) przy 5000 obr./min  | 220 N•m przy 2500-3800 obr./min | 9,7 s              | 220 km/h           |
| CLC180 Kompressor     | R4 1,8 l (1796 cm³), DOHC, SC    | wtrysk EFi         | 82,00 mm × 85,00 mm    | 9,3:1              | 143 KM (105 kW) przy 5200 obr./min | 220 N•m przy 2500-4200 obr./min | 9,7 s              | 220 km/h           |
| CLC200 Kompressor     | R4 1,8 l (1796 cm³), DOHC, SC    | wtrysk EFi         | 82,00 mm × 85,00 mm    | 8,5:1              | 184 KM (135 kW) przy 5500 obr./min | 250 N•m przy 2800-5000 obr./min | 8,6 s              | 235 km/h           |
| CLC230                | V6 2,5 l (2496 cm³), DOHC        | wtrysk EFi         | 88,00 mm × 68,40 mm    | 11,2:1             | 204 KM (150 kW) przy 6100 obr./min | 245 N•m przy 2900-5500 obr./min | 8,4 s              | 240 km/h           |
| CLC350                | V6 3,5 l (3498 cm³), DOHC        | wtrysk EFi         | 92,90 mm × 86,00 mm    | 10,7:1             | 272 KM (200 kW) przy 6000 obr./min | 350 N•m przy 2400-5000 obr./min | 6,3 s              | 250 km/h           |
| Silniki wysokoprężne: |                                  |                    |                        |                    |                                    |                                 |                    |                    |
| CLC200 CDI            | R4 2,1 l (2148 cm³), DOHC, turbo | common rail        | 88,00 mm × 88,30 mm    | 18,0:1             | 122 KM (90 kW) przy 4200 obr./min  | 270 N•m przy 1600-2800 obr./min | 11,3 s             | 206 km/h           |
| CLC220 CDI            | R4 2,1 l (2148 cm³), DOHC, turbo | common rail        | 88,00 mm × 88,30 mm    | 18,0:1             | 150 KM (110 kW) przy 4200 obr./min | 340 N•m przy 2000 obr./min      | 9,7 s              | 224 km/h           |